# Homoki gyalogcincér
A homoki gyalogcincér (Dorcadion decipiens) ahogyan neve is mutatja, a laza kötöttségű, homokos talajokat kedveli, így főként a Duna-Tisza közén található meg. Kizárólag Kelet-Európában fordul elő.
Szárnyai fejletlenek, repülésre így nem képes. Vaskos testét sűrű, barna szőr fedi. Mérete 12–14 mm között mozog.